# Taftanaz
Taftanaz (arab. تفتناز) – miasto w Syrii, w muhafazie Idlib. W 2004 roku liczyło 8540 mieszkańców.